# Luceria emarginata
Luceria emarginata là một loài bướm đêm trong họ Erebidae.